# Guillermo Sáenz
Pour les articles homonymes, voir Sáenz et Cano.
Guillermo León Sáenz Vargas (né à Bogota le 22 juillet 1948 et mort à Suárez (Cauca) le 4 novembre 2011) est un révolutionnaire marxiste colombien, surnommé Alfonso Cano.  Le 25 mai 2008, il succède à Manuel Marulanda Vélez et devient le chef des FARC. Il a été abattu lors d'un raid de l'armée colombienne dans le département du Cauca.

## Enfance et formation
Il est né dans une famille nombreuse de la bourgeoisie moyenne de Bogotá, d'un père d'un ingénieur agronome et d'une enseignante, il étudie le droit et l'anthropologie  à l’université nationale de Colombie à Bogotá. Dirigeant étudiant, il a été détenu par la police à plusieurs reprises lors de manifestations. Un de ses compagnons de l'université d’État Nationale de Bogotá se souvient d'un "excellent étudiant en histoire" qui se passionnait pour les livres de sciences politiques.
Il rejoint l'Union patriotique dès sa fondation mais passe dans la clandestinité après les assassinats par les militaires et milices paramilitaires des militants de ce mouvement politique.

### Carrière du guérillero
Il va connaître une rapide ascension au sein des FARC grâce à ses remarquables qualités d'organisateur. Il est considéré comme modéré et davantage porté sur le travail politique que sur l'action militaire, et était en particulier chargé de trouver des relais dans la société civile, à travers le Parti communiste clandestin (en), et d'activer en parallèle le Mouvement bolivarien pour une nouvelle Colombie. Il cherche également à rapprocher les différentes guérillas actives en Colombie en participant à la fondation de la  Coordination des guérillas Simón Bolívar qui réunissait les FARC, l'ELN, l'EPL, le M-19 et quelques autres groupes insurgés de plus faible influence.
Chef du Front 21 de la guérilla et membre de son Secrétariat (l'organe dirigeant), c'est un des idéologues du mouvement guérillero. Son accession à la tête des FARC a été annoncée en même temps que la confirmation de la mort de Manuel Marulanda Vélez.
Il est condamné à 40 ans de prison, par contumace, pour une attaque contre un poste de police qui avait tué cinq policiers et un civil en 1995, près de Bogotá .
Selon le vice-ministre colombien de la Défense : « Cano est un dogmatique, aux idées éloignées du monde tel qu'il est ». Marxiste orthodoxe, il serait imprégné d'un esprit sectaire renforcé par plus de vingt années passées dans les montagnes et la jungle. Entouré de quelques autres guérilleros, il est traqué tout au long de l'année 2011 par les forces armées colombiennes qu'il parvient par deux fois à semer. Il est néanmoins tué le 4 novembre 2011, après que les forces spéciales ont entouré son refuge dans la forêt, repéré un mois auparavant lors de l'opération Odiseo. Peu avant sa mort, il avait engagé des prémices de négociations avec le gouvernement colombien qui aboutiront au processus de paix.
Il est remplacé comme chef des FARC par Timoleón Jiménez, le 15 novembre 2011.